# Enzo Coacci
Enzo Gabriel Coacci (Bahía Blanca, Provincia de Buenos Aires; 9 de agosto de 1998) es un futbolista argentino. Juega como mediocampista y actualmente milita en olimpo de bahía blanca del Torneo Federal A.

## Trayectoria

### Inicios
Sus primeros pasos como futbolista los da en el Club Atlético Pacífico.

### Olimpo
En 2013 llega al club para disputar las divisiones inferiores.
Tras sus buenos rendimientos en la Reserva, en julio de 2018, con Darío Bonjour como técnico, es convocado por primera vez al equipo de Primera, en los 32avos de final de la Copa Argentina 2017/18 frente a Aldosivi. Al avanzar a la siguiente instancia, el 29 del mismo mes, debuta profesionalmente con la camiseta de Olimpo, al ingresar desde el banco a los 14 minutos del segundo tiempo, en la derrota por 1-0 ante Gimnasia de La Plata.
A pesar de que integra la pretemporada con el plantel profesional,  no es tenido en cuenta y disputa por varios meses algunos partidos en el equipo de la Liga del Sur.
Su debut en la Primera B Nacional 2018/19 recién se da en la fecha 11, cuando es convocado por la lesión de Said Llambay.  En este encuentro, que finaliza con derrota por 2-1 frente a Platense, ingresa a los 12 minutos del segundo tiempo por David Vega. Luego, una semana más tarde, también suma unos minutos en el empate ante Gimnasia de Mendoza.
En marzo de 2019, tras unos meses de inactividad, el entrenador Marcelo Broggi decide darle la oportunidad de ser titular por primera vez en el club, en la histórica remontada frente a Mitre de Santiago del Estero, partido en el que, tras ir perdiendo por 3-0, marca su primer gol como profesional, que contribuye a dar vuelta el partido por 4-3 a favor del "Aurinegro". Luego de su gran actuación, es titular en los 4 encuentros restantes de la temporada, que finaliza con el descenso de Olimpo al Torneo Federal A.
En abril del mismo año, firma su primer contrato profesional con el club, que lo vincula hasta junio de 2022. Se despide de Olimpo con 8 partidos jugados y un gol convertido.

### Defensa y Justicia
En abril de 2019, se convierte en jugador de Defensa y Justicia.

## Clubes
Pacífico 

| Club               | País      | Año       |
| ------------------ | --------- | --------- |
| Olimpo             | Argentina | 2018-2019 |
| Defensa y Justicia | Argentina | 2019-2021 |

## Estadísticas
- Actualizado hasta el 3 de abril de 2020.

| Olimpo Argentina                                                                                                  | 1.ª                 | 2017/18             | 0  | 0 | 1 | 0 | - | - | 1  | 0 |
| Olimpo Argentina                                                                                                  | 2.ª                 | 2018/19             | 7  | 1 | - | - | - | - | 7  | 1 |
| Olimpo Argentina                                                                                                  | Total               | Total               | 7  | 1 | 1 | 0 | - | - | 8  | 1 |
| Defensa y Justicia Argentina                                                                                      | 1.ª                 | 2019/20             | 3  | 0 | 0 | 0 | 2 | 0 | 5  | 0 |
| Defensa y Justicia Argentina                                                                                      | Total               | Total               | 3  | 0 | 0 | 0 | 2 | 0 | 5  | 0 |
| Total en su carrera                                                                                               | Total en su carrera | Total en su carrera | 10 | 1 | 1 | 0 | 2 | 0 | 13 | 1 |
| (1) La copa nacional se refiere a la Copa Argentina. (2) La copa internacional se refiere a la Copa Libertadores. |                     |                     |    |   |   |   |   |   |    |   |

## Palmarés

### Campeonatos internacionales
| Título            | Club               | País    | Año  |
| ----------------- | ------------------ | ------- | ---- |
| Copa Sudamericana | Defensa y Justicia | Córdoba | 2020 |